# Косівка (Березівський район)
Косі́вка — село Березівської міської громади у Березівському районі Одеської області в Україні. Населення становить 93 осіб.

## Населення
Згідно з переписом 1989 року населення села, яке тоді входило до складу Вікторівської сільської ради, становило 79 осіб, з яких 30 чоловіків та 49 жінок.
За переписом населення 2001 року в селі мешкали 93 особи.

### Мова
Розподіл населення за рідною мовою за даними перепису 2001 року:
| Мова       | Чисельність | Відсоток |
| ---------- | ----------- | -------- |
| українська | 84          | 90,32%   |
| вірменська | 7           | 7,52%    |
| російська  | 1           | 1,08%    |
| білоруська | 1           | 1,08%    |
| Усього     | 93          | 100%     |